# Friesodielsia gracilis
Friesodielsia gracilis är en kirimojaväxtart som först beskrevs av Joseph Dalton Hooker, och fick sitt nu gällande namn av Cornelis Gijsbert Gerrit Jan van Steenis. Friesodielsia gracilis ingår i släktet Friesodielsia och familjen kirimojaväxter. Inga underarter finns listade i Catalogue of Life.